# 斯卡爾謝維

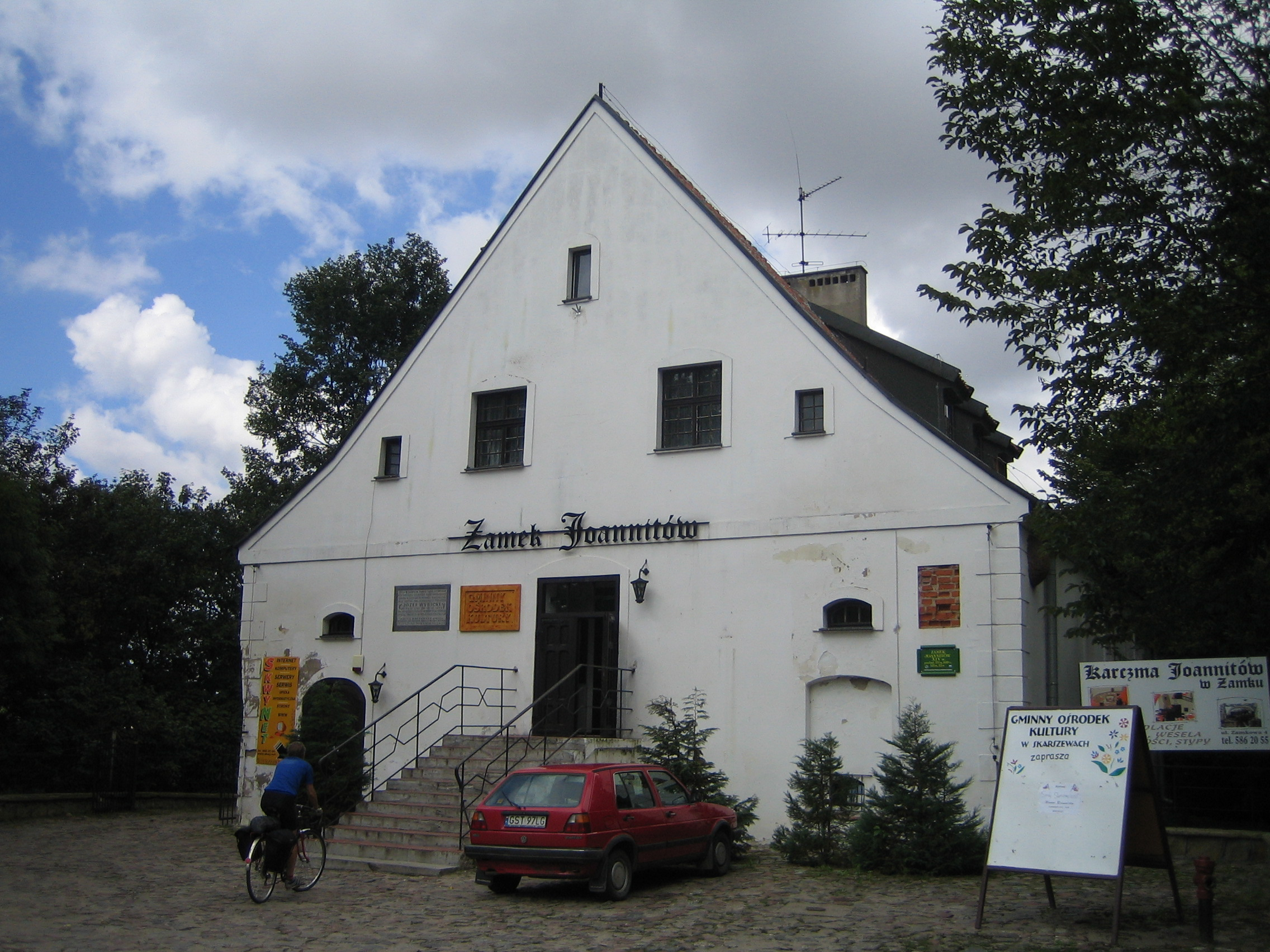

斯卡爾謝維（波兰语：Skarszewy；德语：Schöneck in Westpreußen）是波蘭的城鎮，距離格但斯克40公里，由濱海省管轄，始建於十二世紀，面積9.43平方公里。
54°04′N 18°26′E / 54.067°N 18.433°E

## 外部連結
- Polish Gothic Castles Association